# 2000年全米オープン (テニス)
2000年 全米オープン（2000ねんぜんべいオープン、US Open 2000）は、アメリカ・ニューヨークマンハッタンにある「USTAナショナル・テニスセンター」にて、2000年8月28日から9月10日にかけて開催された。

## シニア

### 男子シングルス
マラト・サフィン def.  ピート・サンプラス, 6-4, 6-3, 6-3
- サフィンは初優勝である。ロシア人の男子テニス選手としてエフゲニー・カフェルニコフ以来2人目の4大大会優勝者になった。

### 女子シングルス
ビーナス・ウィリアムズ def.  リンゼイ・ダベンポート, 6-4, 7-5
- 先のウィンブルドンに続いてビーナスとダベンポートの顔合わせになり、ビーナスが4大大会2連勝。

### 男子ダブルス
レイトン・ヒューイット /  マックス・ミルヌイ def.  リック・リーチ /  エリス・フェレイラ, 6–4, 5–7, 7–6

### 女子ダブルス
杉山愛 /  ジュリー・アラール＝デキュジス def.  エレーナ・リホフツェワ /  カーラ・ブラック, 6-0, 1-6, 6-1
- 杉山は前年の混合ダブルス優勝に続いての優勝。日本人の混合を除いた全米ダブルス優勝は1955年以来45年ぶり、女子では初。現在日本人最後の全米オープン優勝となっている。

### 混合ダブルス
ジャレッド・パーマー /  アランチャ・サンチェス・ビカリオ def.  マックス・ミルヌイ /  アンナ・クルニコワ, 6-4, 6-3

## ジュニア

### 男子シングルス
アンディ・ロディック def.  ロビー・ジネプリ, 6–1, 6–3

### 女子シングルス
マリア・エミリア・サレルニ def.  タチアナ・ペレビニス, 6–3, 6–4

### 男子ダブルス
リー・チャイルズ /  ジェームズ・ネルソン def.  ロビー・ジネプリ /  Tres Davis, 6–2, 6–4

### 女子ダブルス
ヒセラ・ドゥルコ /  マリア・エミリア・サレルニ def.  アニコ・カプロス /  クリスティナ・ホイーラー, 3-6, 6-2, 6-2